# Vestcenter
Vestcenter var et indkøbscenter i det vestlige Fredericia. Første del af centret er opført i 1971, indviet i 1972, men blev løbende udbygget, senest i 2011 med ca. 2.100 m². Centret har tidligere indeholdt en SuperBest. Udlejning af lokalerne i centret var igennem flere år svært. 
Den gamle del af Vestcenter blev revet ned i 2014. De sidste udlejer fraflyttede omkring 1. marts 2014. 
Den nye del af centret forbliver, den indeholder følgende butikker: Danske Bank, Ønskebørn og Vestcentrets Apoteksudsalg.
På det tidligere butikscenters område er nu åbnet butikker som ABC Lavpris, Harald Nyborg og Rema 1000.